# Assemblée législative de la Colombie-Britannique
Pour les articles homonymes, voir Assemblée législative.
43e législature de la Colombie-Britannique
Bâtiments du Parlement
L'Assemblée législative de la Colombie-Britannique (en anglais : Legislative Assembly of British Columbia) est l'unique chambre du parlement monocaméral de la province canadienne de Colombie-Britannique qu'elle forme avec le lieutenant-gouverneur, le représentant du souverain dans la province.
L'Assemblée législative siège à Victoria, dans les bâtiments du Parlement de Colombie-Britannique. Elle se compose de 93 députés élus au scrutin uninominal majoritaire à un tour pour un mandat de 4 ans. 
La 43e législature a été élue le 19 octobre 2024 et le Nouveau Parti démocratique forme le gouvernement en détenant la majorité absolue. L'opposition officielle est formée par le Parti conservateur de la Colombie-Britannique.

## Système électoral
L'Assemblée législative est composée de 93 sièges pourvus pour quatre ans au scrutin uninominal majoritaire à un tour dans autant de circonscriptions.
Le nombre et la taille des circonscriptions fait périodiquement l'objet de redécoupages de manière à suivre l'évolution démographique de la province. Il était ainsi de 85 avant 2015, et de 87 avant 2023.

## Composition actuelle
| Parti politique          | Parti politique                  | Députés |
| ------------------------ | -------------------------------- | ------- |
|                          | Nouveau Parti démocratique (NPD) | 47      |
|                          | Conservateur                     | 44      |
|                          | Parti vert                       | 2       |
| Total                    | Total                            | 93      |
| Majorité gouvernementale | Majorité gouvernementale         | 47      |